# آلوین رابرتسون

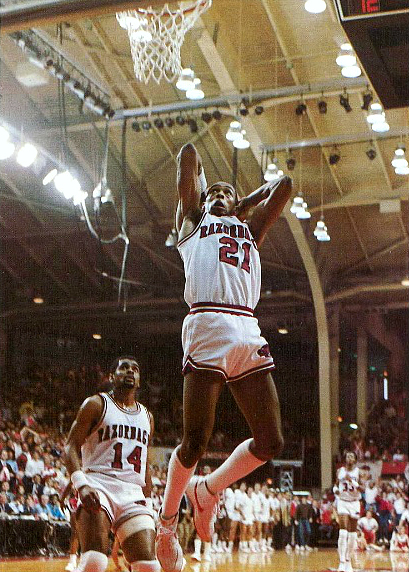
آلوین رابرتسون (راست) - دهه ۸۰ میلادی

آلوین رابرتسون (انگلیسی: Alvin Robertson؛ زاده ۲۲ ژوئیهٔ ۱۹۶۲) یک بازیکن بسکتبال اهل ایالات متحده آمریکا است.